# Нижче Солоне
Нижче Соло́не — село в Україні, у Борівській селищній громаді Ізюмського району Харківської області. До 2020 підпорядковане Вищесолоненській сільській раді. Населення становить 408 осіб.

## Географія
Село Нижче Солоне знаходиться на берегах річки Солона в місці її впадіння в Оскільське водосховище (річка Оскіл).
Вище за течією примикає село Вище Солоне. Між селами на річці гребля, яка утворює Вище-Солонівське водосховище.
В селі проходить залізниця, станція зупинний пункт 45 Км.

## Відомі люди
В селі народився Погребняк Яків Петрович — український радянський партійний діяч.

## Історія
1780-ті роки — дата першої писемної згадки.
Село постраждало внаслідок геноциду українського народу, проведеного урядом СССР в 1932—1933 роках, кількість встановлених жертв у Вищому та Нижчому Солоному — 369 людей.
12 червня 2020 року, відповідно до Розпорядження Кабінету Міністрів України № 725-р «Про визначення адміністративних центрів та затвердження територій територіальних громад Харківської області», увійшло до складу Борівської селищної громади.
19 липня 2020 року, в результаті адміністративно-територіальної реформи та ліквідації Борівського району, увійшло до складу Ізюмського району Харківської області.

## Населення

### Мова
Розподіл населення за рідною мовою за даними перепису 2001 року:
| Мова       | Кількість | Відсоток |
| ---------- | --------- | -------- |
| українська | 373       | 91.42%   |
| російська  | 35        | 8.58%    |
| Усього     | 408       | 100%     |

## Економіка
В селі була свино-товарна ферма.
«СОЛОНЕНСЬКЕ», агрофірма.

## Пам'ятки
Озеро Солоне, оголошено водно-болотними угіддями, які є складовою частиною системи природних територій, які знаходяться під особливою охороною.